# ويليام جاكسون (رجل عصابة)
ويليام جاكسون (بالإنجليزية: William Jackson)‏ هو رجل عصابة أمريكي، ولد في ديسمبر 1920 في شيكاغو في الولايات المتحدة، وتوفي في 11 أغسطس 1961 في Streeterville ‏ في الولايات المتحدة.